# Patrick Mosconi
Pour les articles homonymes, voir Mosconi.
Œuvres principales
- Nuit apache
- L'origine de la fuite

Patrick Mosconi (né le 26 mai 1950  à Pau) est un éditeur, romancier, scénariste, et peintre français.

## Biographie
Patrick Mosconi crée en 1979, avec Alain Fleig, les éditions Phot'œil, et notamment la collection « Sanguine », qui révèle les précurseurs du nouveau roman noir français (néopolar). Il poursuit la collection « Sanguine » chez Albin Michel, avant d'être conseiller littéraire pour diverses maisons d'éditions. Parmi les auteurs qu'il découvre, on compte Frédéric H. Fajardie, Thierry Jonquet, Marc Villard, Jean-Bernard Pouy, Patrick Raynal, Jean-Pierre Bastid, Michel Quint, Tonino Benacquista, Gérard Delteil…
À partir de 1986, il passe lui-même à l'écriture, avec Sanguine Comédie, paru dans la collection Engrenage. Il publie alternativement romans noirs et romans de littérature dite blanche, des livres sur les Indiens d'Amérique et des ouvrages illustrés pour la jeunesse.
Pendant plus de dix ans, avec Alice Debord, Patrick Mosconi contribue à la diffusion de l'œuvre de Guy Debord, avec le soutien de Jacques Le Glou, d'Olivier Assayas et de Jean-Louis Rançon.

## Publications

### Romans
- Sanguine comédie, Fleuve noir, coll. « Engrenage » no 132, 1986
- Le Moine sanglant avec Jean-Pierre Bastid, Éd. Carrère, 1987  (ISBN 9782868043672)
- Nature morte, Fleuve noir, 1988. La petite vermillon, La Table Ronde, 2019
- Nuit apache, éditions Gallimard, Série noire no 2241, 1990, coll. « Folio » 1996
- Louise Brooks est morte, éditions Gallimard, Folio, 1993
- Un homme fatal, Éditions de la voûte, 1997
- Seule la lie de ces caves, éditions Le temps qu'il fait, 1997
- Douleur Apache, éditions du Rocher, 1995. Version corrigée et augmentée parue chez Folio, Gallimard, sous le titre :  Le Chant de la mort, 1999
- L'Agonie de Geronimo et autres clichés, Jean-Paul Rocher éditeur, 2000
- L'Origine de la fuite, éditions Gallimard, collection blanche, 2000
- Sans mot dit collection Suite noire no 23, 2008
- Raskolnikov, in  Le dictionnaire des personnages populaires, éditions du Seuil, 2010
- Épigraphes, avec Elsa Jonquet, éditions du Seuil, 2011
- Mélancolies, éditions Gallimard, coll. « Folio » no 5467, 2012
- On ne joue pas avec le diable, éditions Calmann-Lévy, 2015

### Littérature d'enfance et de jeunesse
- La Belle et le Loubard, éditions Syros, 1989
- Sur la route de Fort Apache, éditions Albin Michel, Carnets du monde, 1992
- Toute l'eau de mon cœur, illustratons de Mireille Vautier, éditions Albin Michel, 1994
- Le Voleur de famille, éditions Casterman, 1997
- La Danse du loup, éditions Albin Michel, 2000 (réédition)
- J'ai tué mon prof, éditions Syros, Mini Syros Polar, 2010 (réédition)
- Le Roi des menteurs, éditions Syros, Souris Souris noire, 2010 (réédition)
- Personne n'est parfait, éditions Syros, Rat noir, 2010

## Filmographie
- Adaptation pour la télévision de La Belle et le Loubard, réalisé par Jean-Pierre Bastid
- Nature morte, réalisé par Péter Gárdos, scénario Patrick Mosconi et Joseph Périgot, 1992
- L'Appartement, réalisé par Gilles Mimouni, contribution à l'écriture Patrick Mosconi et Joseph Périgot, 1994
- Téléfilms (France 2 et France 3)

## Théâtre
- Brisez la glace !, avec Dominique Zay, mise en scène : Stéphane Fiévet, 1997

## Récompenses et distinctions
- La Nuit apache : Prix du festival de Saint-Nazaire, 1991
- Le Roi des menteurs : Prix des jeunes lecteurs de roman policier du festival polar de Saint-Ouen-l'Aumône, 1989